# Rickettsiella
Rickettsiella е род от семейство Coxiellaceae. Не бива да се бърка с разред Rickettsia от клас Алфа протеобактерии.
Макар че родът е причислен към клас Gammaproteobacteria класификацията му се оспорва от научните среди.